# 다리우 프레데리쿠 다 시우바
다리우 프레데리쿠 다 시우바(포르투갈어: Dário Frederico da Silva, 1991년 9월 11일 ~ )는 다리우 주니오르 또는 다리우로 불리는 브라질의 축구 선수로 포지션은 공격수이다. 2021년 현재 V리그 1의 호찌민 시티 FC에서 활약하고 있다. K리그 등록명은 다리오였다.

## 축구인 경력

### 선수 경력
AA 플라멩구에서 데뷔하였으며, 포르투갈 2부리그인 세군다리가의 CD 트로펜스를 거쳐 아제르바이잔 프리미어리그의 카파스 PFK에서 활약했다.
2017년 여름 이적시장을 통해 K리그 챌린지 성남 FC로 이적하였다. 그러나 다리우는 부상으로 인해 성남에서는 한 경기도 뛰지 못했다. 이 후 성남과 계약 해지에 합의하였다.
2018년 1월 카파스 PFK로 복귀하였다.
2019시즌을 앞두고 대구 FC에 입단하면서 K리그무대에 복귀했다.
2019년 6월 네프치 바쿠로 복귀하였다.